# Claire Vaye Watkins

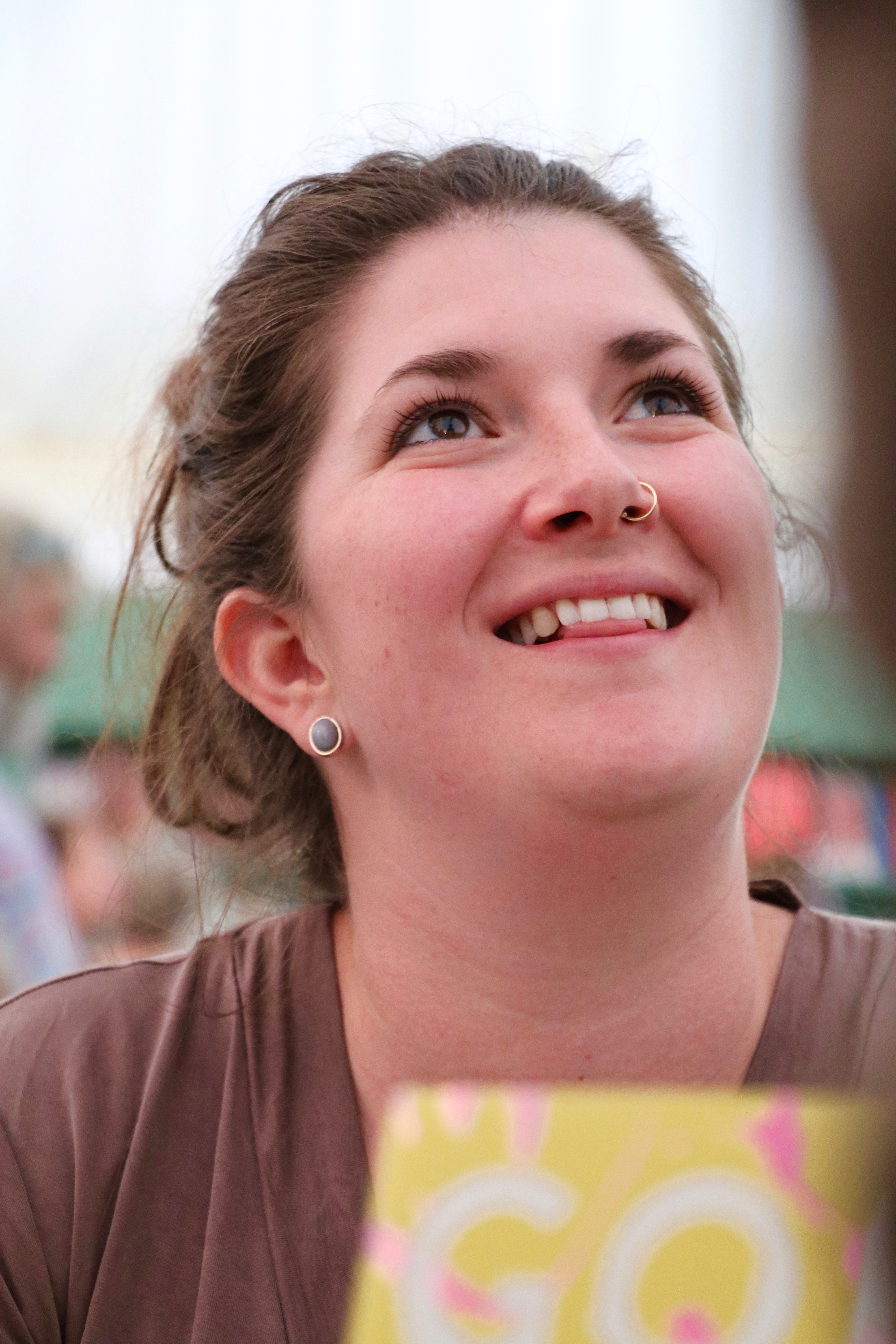
Claire Vaye Watkins (2016)

Claire Vaye Watkins (geboren 1984 in Bishop, Kalifornien) ist eine US-amerikanische Schriftstellerin.

## Leben
Claire Vaye Watkins wuchs in Tecopa und in Pahrump in der Mojave-Wüste auf. Ihr Vater Paul Watkins war Musiker und gehörte eine Zeit zur Manson Family. Sie studierte an der University of Nevada, Reno (B.A.) und erhielt an der Ohio State University einen Master of Fine Arts. Sie lehrt Kreatives Schreiben an der University of Michigan. Sie schreibt Essays und Kurzgeschichten, die sie bislang in Granta, Tin House, The Paris Review, One Story, Glimmer Train, Best of the West, Best of the Southwest und in der New York Times veröffentlichen konnte. Eine Auswahl von zehn Geschichten erschien 2012 unter dem Titel Battleborn und wurde mehrfach ausgezeichnet, u. a. mit dem Dylan Thomas Prize für 2013. 2018 war Watkins die Empfängerin einer Lannan Literary Fellowship for Fiction.

## Werke
- Battleborn. New York : Riverhead Books, 2012
  - Geister, Cowboys Stories. Übersetzung Dirk van Gunsteren. Ullstein, Berlin 2012
- Gold Fame Citrus. Penguin, 2015, ISBN 978-0-698-19594-3.
  - Gold Ruhm Zitrus. Roman. Übersetzung Susanne Höbel. Ullstein, Berlin 2016
- I Love You But I’ve Chosen Darkness. Riverrun, London 2021, ISBN 978-1-5294-1836-1.